# NGC 2235
NGC 2235 este o brightest cluster galaxy⁠(d) situată în constelația Peștele de Aur. A fost descoperită în 30 noiembrie 1834 de către John Herschel. Se află la o distanță de 86,3 de megaparseci de Pământ.